# Louise d’Artois
Louise-Marie-Thérèse d’Artois (ur. 21 września 1819 w Paryżu; zm. 1 lutego 1864 w Wenecji) – francuska księżniczka, księżna de Berry, księżna Parmy.
Louise była jedyną córką Karola Ferdynanda d’Artois, księcia de Berry (1778-1820), i jego żony Karoliny (1798-1870), córki Franciszka I,  króla Obojga Sycylii, i Marii Klementyny, arcyksiężniczki Austrii. Jej bratem był Henri, hrabia Chambord i legitymistyczny pretendent do tronu Francji. Ojciec Louise został zamordowany, kiedy miała ona rok.
10 listopada 1845 w austriackim zamku Frohsdorf, wyszła za mąż za późniejszego Karola III (1823-1854), księcia Parmy. Karol był synem Karola II Parmeńskiego (1799-1883) i jego żony Marii Teresy Sabaudzkiej, księżniczki Sardynii (1803–1879). Po zawarciu małżeństwa para zamieszkała w Londynie. W 1849 Karol został księciem Parmy, a w 1854 zamordowano go.
Po śmierci męża Louise'a została regentką w imieniu swojego małoletniego syna – nowego księcia Parmy, Roberta I. W 1859 w czasie wojny francusko-austriackiej, podobnie jak władcy inni państewek w centralnych Włoszech, razem z synem opuściła ojczyznę. Zamieszkali w Wenecji, pod protekcją Austrii. Marzyli, że wojna przyniesie Parmie nowe terytoria np. Toskanię i Modenę, ale w 1860 Parma razem z resztą środkowych Włoch została włączona do Piemontu. Resztę życia spędziła na wygnaniu. Zmarła w wieku 44 lat, w weneckim Palazzo Giustiniani. Została pochowana obok swojego dziadka – króla Francji, Karola X w krypcie klasztora franciszkanów Castagnavizza (obecnie Nova Gorica, Słowenia). W tym samym miejscu został pochowany jej brat – Henri oraz jej ciotka – Maria Teresa Charlotta i wuj – Ludwik Antoni, książę Angoulême.
Syn Louise, Robert, miał 24 dzieci i dzięki temu została ona przodkinią m.in. królów Bułgarii, Rumunii, pretendentów do cesarskiego tronu Austrii i królewskiego tronu Węgier oraz wielkich książąt Luksemburga.

## Dzieci
- Margherita Maria Theresa Enrichetta (1847-1893)

∞ Don Carlos, książę Madrytu, pretendent do tronu Hiszpanii
- Roberto Carlo Luigi Maria (1848-1907)

∞ Maria Pia, księżniczka Obojga Sycylii, córka króla Ferdynanda II
∞ Maria Antonina, infantka Portugalii, córka króla Michała I
- Alicia Maria Carolina Ferdinanda Rachael Giovanna Filomena (1849-1935)

∞ Ferdynand IV, wielki książę Toskanii
- Enrico Carlo Luigi Giorgio (1851-1905), hrabia Bardi

∞ Maria Immaculata, księżniczka Obojga Sycylii, córka króla Ferdynanda II
∞ Adelgunda, infantka Portugalii, księżna Guimarães, córka króla Michała I